# Himatismenida
A Himatismenida az Amoebozoa Discosea csoportjában a Centramoebia kládja.

## Történet
Először 1987-ben írta le Frederick Page. 2005-ben Kurdjavcev et al. a Flabellinia csoportba sorolták, azonban újabb filogenetikai elemzések kimutatták, hogy nem oda tartozik. 2016-ban Tekle et al. a Cutosea testvércsoportjaként írták le, melyek együtt a Tubulinea testvércsoportját alkotják, a Discoseáról kimutatták, hogy nem klád, ezért az Eudiscosea csoportot létrehozták, de azon kívüli kládba helyezték, míg ugyanez évben Thomas Cavalier-Smith és társai létrehozták a Centramoebia ribocsoportot, ebbe sorolva a Himatismenidát.

### Rendszertantörténet
1993-ban Thomas Cavalier-Smith protozoon-rendszertanában a Dictyozoa alország Neozoa alországága Neosarcodina részalországa Rhizopoda törzse Lobosea osztálya Testacealobosia alosztályába sorolta.
A Himatismenidába Cavalier-Smith et al. 3 alrendet sorolt, ezek a Tectiferina, a Pellitina és a Parvamoebina. Közülük a Tectiferina és a Parvamoebina monotipikus csoportok voltak: előbbi egyetlen tagja a Cochliopodiidae, utóbbié a Parvamoebidae volt. A Pellitinában ezzel szemben 2 taxon volt: a Pellitidae és a Goceviidae. Ennek tagjai később a Centramoebida, majd az újra létrehozott Pellitida tagjai lettek.
Első leírt nemzetsége a Hertwig és Lesser által leírt Cochliopodium, melyet Taránek 1881-ben sorolt a Cochliopodiidae (eredeti írásmódja szerint Cochliopodidae) kládba. Sawyer 1980-ban írta le az Ovalopodiumot az Ovalopodium carrikerivel fény- és elektron-mikroszkópos adatok alapján, de miután e fajt később nem izolálták ismét, az Ovalopodium diagnózisa lehetővé tette a 2011-ben leírt O. desertum oda helyezését. Andrew Rogerson 1993-ban írta le a Parvamoeba nemzetséget a Parvamoeba rugata fajjal, de először a Thecamoebidae csoportba sorolta. Kudrjavcev et al. 2021-ben írták le legújabb ismert nemzetségét, a Planopodiumot, melybe a 2011-ben még Ovalopodium desertumként leírt fajt Planopodium desertum néven átsorolták, valamint ide került az ekkor leírt egyik új faj, a Planopodium haveli.
A Goceviát Kudrjavcev et al. 2014-ben helyezték át a Himatismenidából a Pellitidába molekuláris és morfológiai alapon, ez Tekle et al. 2016-os tanulmánya eredményeinek megfelel, mivel a Goceviáról sose mutatták ki, hogy a Himatismenida tagja volna, ehelyett az Acanthamoeba és a Stereomyxa közös kládjának tagjának bizonyult.

## Morfológia
Szerves anyagból álló rugalmas dorzális burka van meghatározott nyílás nélkül, ventrális fele ezzel szemben részben vagy egészben csupasz. Ventrális hialoplazmalapot alkothat a szubsztráthoz való rögzüléshez és táplálkozáshoz, mikrotubulus-szervező központja hasábszerű, a diktioszóma közelében van, és közeli rokon fajokban más mértékben látható immun-citokémiai eredmények alapján. Állábai lebenyesek, és sose csőszerűek vagy hengeresek, mozgóállapot-változása nincs. Sejtplazmaáramlása több tengely mentén vagy kiemelt tengely nélkül történik. Lehet lencse, ellipszoid, háromszög vagy csepp alakú, állábain sosincs alálláb, mitokondriális cristái csőszerűek, pikkelyei jól láthatók, és lehetnek hatszög vagy ellipszis alapúak. Sejtplazmájában nagy kristályok lehetnek.
Az Ovalopodium dorzális burkának egyes részei ősiek lehetnek, míg a Cochliopodium diktioszómákhoz kapcsolódó mikrotubulus-szervező központja az Acanthamoebidae és a Pellitida centroszférái homológja lehet, míg dorzális tektuma szünapomorf.
A Planopodium rendelkezik tektummal rendelkező és tektum nélküli fajjal is: előbbire a P. haveli, utóbbira a P. desertum példa.

## Élőhely
Sós és édesvízben egyaránt él: a Planopodium havelit a Havel élőlényein, az Ovalopodium rosalinumot tengervízben mutatták ki. Hűtőtornyok vizében is ismert.

## Ökológia
DNS-összehasonlítás alapján feltehetően megtalálható rovarokon vagy rovarokban, és likacsosházúak közelében is észlelték. Általában baktériumokat eszik.
Szimbiontája lehet a Gammaproteobacteria Coxiellaceae kládján belül például a Cochliophilus cryoturris.

## Életciklus
Ostoros állapota nincs. Életciklusa során egyes fajai cisztákat nem képeznek, mások, például a Cochliopodium minus igen. Bár kevés, az ivaros szaporodásra utaló gént észleltek Tekle et al. 2017-ben, ennek oka lehetett azonban a kevés teljesen szekvenált Himatismenida-genom és az adathiány, szemben a tényleges meiózisgén-hiánnyal.

## Genetika
A legtöbb ismert filogenetikai adat a levezetett Cochliopodium nemzetségről van, de 2021-ben Kudrjavcev et al. 2 új fajt írtak le, 1-et pedig átneveztek filogenetikai alapon Kimutatták, hogy például az Ovalopodium bazális lehet. Bár az aktin- és COX1-adatok a magasabb szintű kapcsolatokat nem határozzák meg, Kudrjavcev et al. a legtöbb nemzetségben a fajközi kapcsolatok meghatározására használhatóként írták le.

## Filogenetika
2 kládja van, ezek a kizárólag a monotipikus Parvamoebidae csoportot és benne a Parvamoeba nemzetséget tartalmazó Parvamoebina és a kizárólag a Cochliopodiidae csoportot és benne a Cochliopodium és Ovalipodium nemzetségeket tartalmazó Tectiferina.
A 2021 előtti kevésgénes filogenetikai elemzésekben a 3 addig ismert nemzetség és fajaik elágazási sorrendje változó: ugyan a Cochliopodium klád, melynek tektuma a szünapomorfiája, ezekben a Parvamoeba helyzete a géntől függött: 18S rRNS alapján csak akkor volt a Himatismenidában, ha az elemzés csak a Discoseát vizsgálta, míg aktingének alapján a Cochliopodium testvércsoportja.